# Municipio de Jackson (condado de Guernsey)
El municipio de Jackson (en inglés: Jackson Township) es un municipio ubicado en el condado de Guernsey en el estado estadounidense de Ohio. En el año 2010 tenía una población de 5220 habitantes y una densidad poblacional de 83,07 personas por km².

## Geografía
El municipio de Jackson se encuentra ubicado en las coordenadas 39°58′10″N 81°34′24″O / 39.96944, -81.57333. Según la Oficina del Censo de los Estados Unidos, el municipio tiene una superficie total de 62.84 km², de la cual 62.6 km² corresponden a tierra firme y (0.38%) 0.24 km² es agua.

## Demografía
Según el censo de 2010, había 5220 personas residiendo en el municipio de Jackson. La densidad de población era de 83,07 hab./km². De los 5220 habitantes, el municipio de Jackson estaba compuesto por el 97.74% blancos, el 0.29% eran afroamericanos, el 0.21% eran amerindios, el 0.27% eran asiáticos, el 0.04% eran isleños del Pacífico, el 0.06% eran de otras razas y el 1.4% pertenecían a dos o más razas. Del total de la población el 0.42% eran hispanos o latinos de cualquier raza.